# Лудвиг I (Баден)
Лудвиг I фон Баден (на немски: Ludwig I von Baden; * 9 февруари 1763, Карлсруе; † 30 март 1830, Карлсруе) е велик херцог на Великото херцогство Баден от 8 декември 1818 г. до смъртта си. Той произлиза от протестантската „Ернестинска линия“ на Баден-Дурлах от фамилията Дом Баден (Церинги).

## Живот
Той е третият син на велик херцог Карл Фридрих фон Баден (1728 – 1811) и първата му съпруга Каролина Луиза фон Хесен-Дармщат (1723 – 1783), дъщеря на ландграф Лудвиг VIII от Хесен-Дармщат. Брат е на Карл Лудвиг и полубрат на Леополд.
Лудвиг влиза в пруската войска и от 1793 до 1795 г. е генерал-майор. След смъртта на най-големия му брат наследствения принц Карл Лудвиг през 1801 г. баща му го изпраща през 1802 г. с дипломатическа мисия в царския двор в Москва и след това в Париж, за да преговаря с Наполеон Бонапарт. През 1803 г. е военен министър, през 1804 г. е отговорен за финансовото и горско управление на младото велико херцогство.
През 1818 г. той последва племенника си без мъжки наследник Карл Лудвиг Фридрих, който от 1806 г. е женен за Стефани дьо Боарне, осиновената дъщеря на Наполеон Бонапарт, като велик херцог на Баден. През май 1806 г. Наполеон го кара да напусне отговорността за финансите и горите. През началото на 1808 г., след голяма критика на Наполеон, той се отказва и от отговорността за войската на Баден и през 1810 г. се оттегля в дворец Салем. На 29 януари 1819 г. крал Фридрих Вилхелм III повишава Лудвиг на генерал на инфантерията. Той има право да влезе в Карлсруе едва през 1812 г., след смъртта на баща му.
Лудвиг помага на университета в Хайделберг. От 1817 г. той се ангажира с университета във Фрайбург, който е наречен на него от Албертина на Албертина-Лудовициана и до днес носи неговото име Алберт-Лудвиг-Университет. Също основава университет Карлсруе (днес Технологически институт Карлсруе) през 1825 г.
Умира бездетен през 1830 г. Наследен е от полубрат му Леополд.
- Лудвиг граф фон Лангенщайн,
 1834
- Статуя на велик херцог Лудвиг I фон Баден на шадраван в Карлсруе

## Фамилия
Лудвиг живее заедно с Катарина Вернер (1799 – 1850). През 1826 г., след женитбата (морганатичен брак), я издига на графиня Катарина фон Лангенщайн и Гонделсхайм, с която има три деца.
Лудвиг има няколко деца, които нямат право да са наследници, заради майка им:
- Лудвиг Вилхелм фон Щайнберг (1797 – 1871), няма сведения за майка му
- Луиза Вернер (1817 – 1821); майка: Катарина Вернер (1799 – 1850)
- Лудвиг Вилхелм Август (1820 – 1872), граф фон Лангенщайн и Гонделсхайм; майка: Катарина Вернер; Лудвиг Вилхелм Август е бездетен.
- Луиза (1825 – 1900), графиня фон Лангенщайн и Гонделсхайм; майка: Катарина Вернер. Тя се омъжва 1848 г. за шведския благородник Карл Израел, граф Дуглас (1824 – 1898).